# コールターカウンター
コールターカウンター（英語: Coulter counter）とは、電解液中に懸濁している粒子の数と大きさを計測する装置である。細胞、バクテリア、原核細胞、ウィルスのような粒子の測定に使用されている。 
一般的なコールターカウンターは、電解液を含む2つの区画に分かれており、その区画は、1つまたは複数の細孔を設けた仕切りで隔てられている。粒子または細胞を含む流体が細孔を通過すると、細孔を粒子が通過した時に、電解液の電気抵抗に短時間の変化を引き起こす。コールターカウンターは、この電気抵抗の変化を検出する。 

## コールター原理
コールター原理とは、以下のようなものである。

コールター原理：粒子が細孔を通過した時に電気抵抗が変化する。その変化の大きさが粒子体積に比例する。

開口部を粒子が通り抜けると、同時に電流が発生し、インピーダンスが変化する、その変化は開口部を横切る粒子の体積に比例する。このインピーダンス変化のパルスは、粒子によって引き起こされる電解質の置換から生じる。コールター原理という名称は、その発明者であるWallace H. Coulterに由来している。この原理は医療産業、特に血液学で商業的成功を収めており、全血を構成する様々な細胞の数を数えたり、大きさごとに分けるのに応用できる。 
導電性の低い粒子である細胞は、導電性細孔の有効断面積を変化させる。これらの粒子が周囲の液媒体よりも導電性が低いと、細孔を横切る時に電気抵抗が増加し、結果として流れる電流が一時的に減少する。このような電流変化のパルスを監視することによって、ある決まった体積の流体中の粒子数を数えることができる。電流変化の大きさは粒子の大きさに関連するので、粒子径分布を測定することができ、それは移動性、表面電荷、および粒子の濃度に相関し得る。
今日、コールターカウンターは病院での検査に無くてはならない装置となっている。その主な利用は、全血球算定（complete blood counts：CBCと呼ばれる）の迅速で正確な分析である。CBCは、体内の白血球と赤血球の数または割合を決定するために使用される。以前のやり方では、血球染色剤を準備し、光学顕微鏡下で各種類の血球を手作業で数えており、これには通常30分を要した。
コールターカウンターは、塗料、セラミック、ガラス、溶融金属、食品の製造など、様々な用途で利用されている。これらの分野では、例えば、原料の粒度分布が揃っているかの確認を行うために用いるなど、その品質管理のために日常的に使用されている。 
コールターカウンターは、史上初のセルソーターの開発において重要な役割を果たし、フローサイトメトリーの開発のごく初期から関係していた。今日でも、フローサイトメーターの中には、細胞の大きさや数に関して高精度の情報を提供するため、コールター原理を利用しているものがある。 
多くの研究者が、コールター原理に基づく様々な機器を設計し、これらの機器で測定したデータを掲載した査読付き論文を書いている。これらの装置のいくつかは商品化されている。コールター原理を機器に実装する場合、機器製造の信頼性は、感度、ノイズ遮蔽、溶媒適合性、測定速度、サンプル量、ダイナミックレンジとの間でトレード・オフの関係にある。 

## 開発

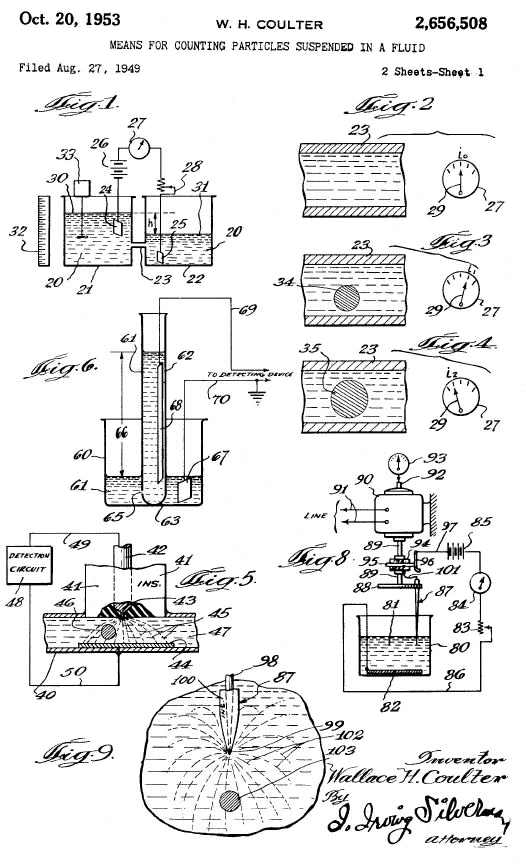
Wallace H. Coulterはコールター原理の様々な実装例を特許取得した。米国特許第2,656,508号に掲載の図。

Wallace H Coulterは1940年代後半にコールター原理を発見した（1953年10月20日に特許取得、米国特許第2,656,508号）。Coulterは広島と長崎に投下された原爆に触発され、核戦争の際に必要とされるであろう血球分析を。大勢の人々に対して迅速にスクリーニングできるようにするため、単純化し改良しようと駆り立てられた。このプロジェクトの資金の一部は、アメリカ海軍研究局から助成された 。   

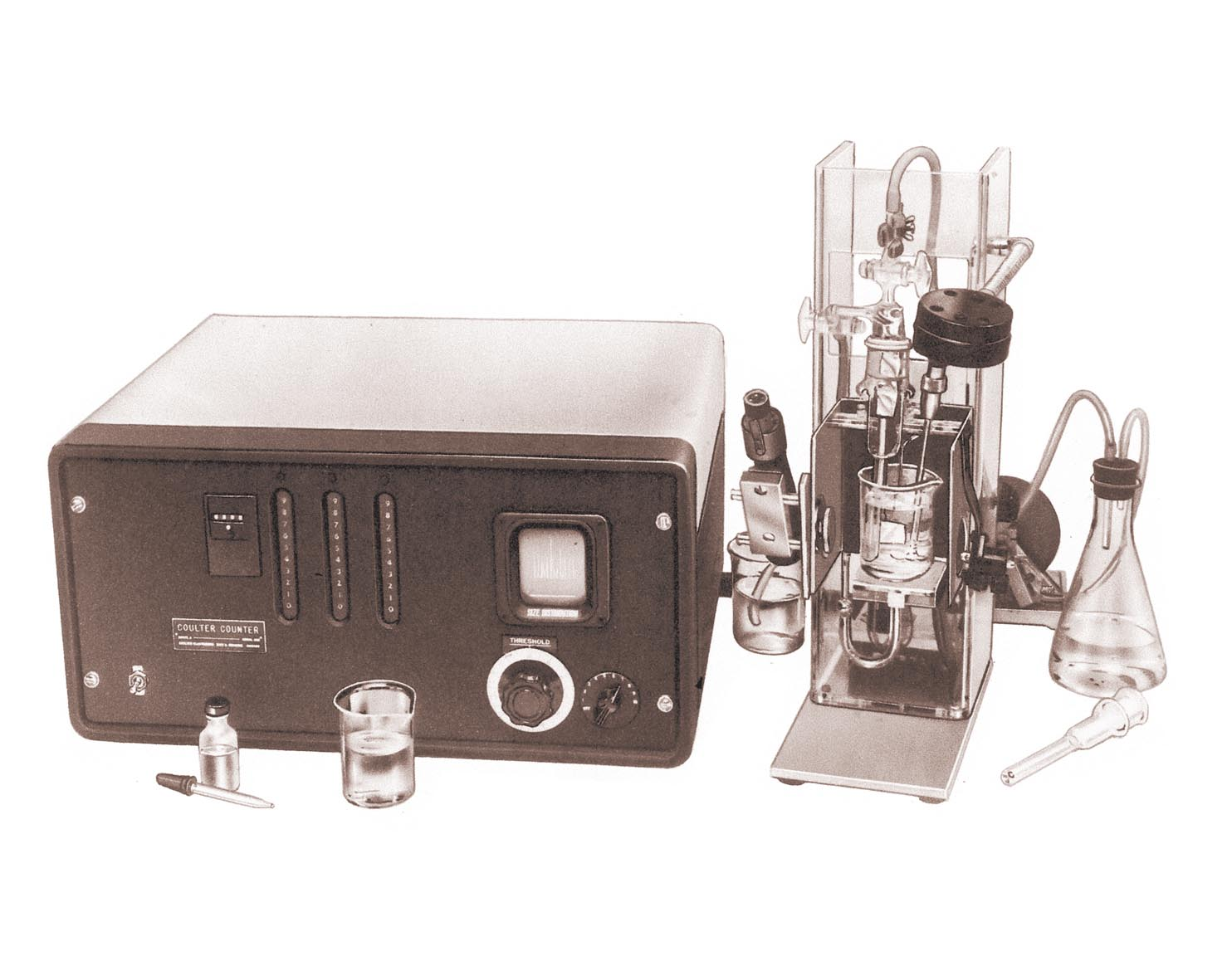
モデルAコールターカウンター：最初の市販装置

コールター原理は、電場内を移動する粒子が、その場で電気的に測定可能な乱れを引き起こすという事実に依存している。この乱れの大きさは場内の粒子の大きさに比例する。Wallace H Coulterは、この現象を実用化する場合のいくつかの必須要件を明らかにした。
1. 粒子を導電性液体に懸濁させる必要があること。
2. 電場中の粒子の移動が検出可能な電流の変化を引き起こすように物理的に電場を制限する必要があること。
3. 粒子は、1つずつ物理的に狭められた部分(細孔)を通過するよう、充分に希釈される必要があること。

以上の条件を満たすことで、複数の粒子が同時に通過するような計測上の不適切な結果を防止する。 

## 方式
コールター原理は様々な設計で実装できるが、市販のコールターカウンターで採用されている方式は以下の2つである。それはアパチャー(細孔)方式およびフローセル方式である。先の特許には、Coulterが考案した他のいくつかの方式が掲載されている。 

### アパチャー(細孔)方式
アパチャー方式は、市販のコールターカウンターでよく使用されている。この方式の装置では、特別な製造工程によって作製された宝石でできたディスクに所定のサイズの細孔をあける。この細孔を設けたディスクは、ガラス管壁にはめ込まれる。このように製造加工されたガラス管は一般にアパチャーチューブと呼ばれる。計測中、アパチャーチューブの細孔ディスク部を完全に電解液中に沈め、チューブ内が液体で満たされるように設置される。電極はアパチャーチューブの内側と外側の両方に配置され、そうすることで電流が細孔を通って流れることが可能になる。真空ポンプを使用してチューブの上部の気圧を下げることにより、細孔から液体が吸引される。その後、アパチャーチューブの周囲に満たした導電性の液体にゆっくりと分析サンプルを加える。測定開始時に、電場が加えられ、ポンプは細孔を通して試料を適切に希釈して作成した懸濁液をチューブ内に引き込み始める。粒子が細孔を通過する時に発生した電気的変化のパルスを記録することによって、測定データが収集される。 
アパチャー方式の基本となる物理的設定は、すべてのコールターカウンターで一貫しているが、データ量と品質は、装置に実装されている信号処理回路の品質に大きく変化する。例えば、ノイズの閾値がより低く、ダイナミックレンジがより大きい増幅装置は、システムの感度を上げることができる。同様に、可変データ区間幅を有するデジタルパルス波高分析器は、固定データ区間幅を有するアナログ分析器とは対照的に、はるかに高い分解能のデータを与える。さらに、コールターカウンターをデジタルコンピュータと組み合わせることによって、様々な電気的変化特性を持ったパルスを計測することが可能になる。一方、アナログのカウンターでは、通常、電気的変化のパルスについての情報量はかなり限定される。 

### フローセル方式
フローセル方式は、血液学機器、時にはフローサイトメーターにおいて最も一般的に採用されている。この方式では、電極が流路の両端に組込まれており、電場は流路を通して印加される。
この方式はアパチャー方式に対して、いくつかの利点がある。アパチャー方式が単一の回分式であるのに対し、フローセル方式の配置は、サンプルの連続分析を可能にする。さらにフローセルを使用すると、シース流（鞘状の細い流れ）を発生させるのに役立ち、これにより粒子は流路の中央に集中して流れる。この結果、粒子をレーザーで精密に調査するようなことを同時に実施できる。
これに対して、フローセル方式の主な不利な点は、製作費用が高価である上に、通常は流路幅が固定されてしまうことである。流路幅を変えられない場合は、その装置で正確に計測できる粒子の大きさの範囲が限られてしまう。一方、アパチャー方式では、細孔のサイズを変えたディスクを用意することで、広範囲の細孔サイズを用意できる。

## 実験上考慮すべき事項

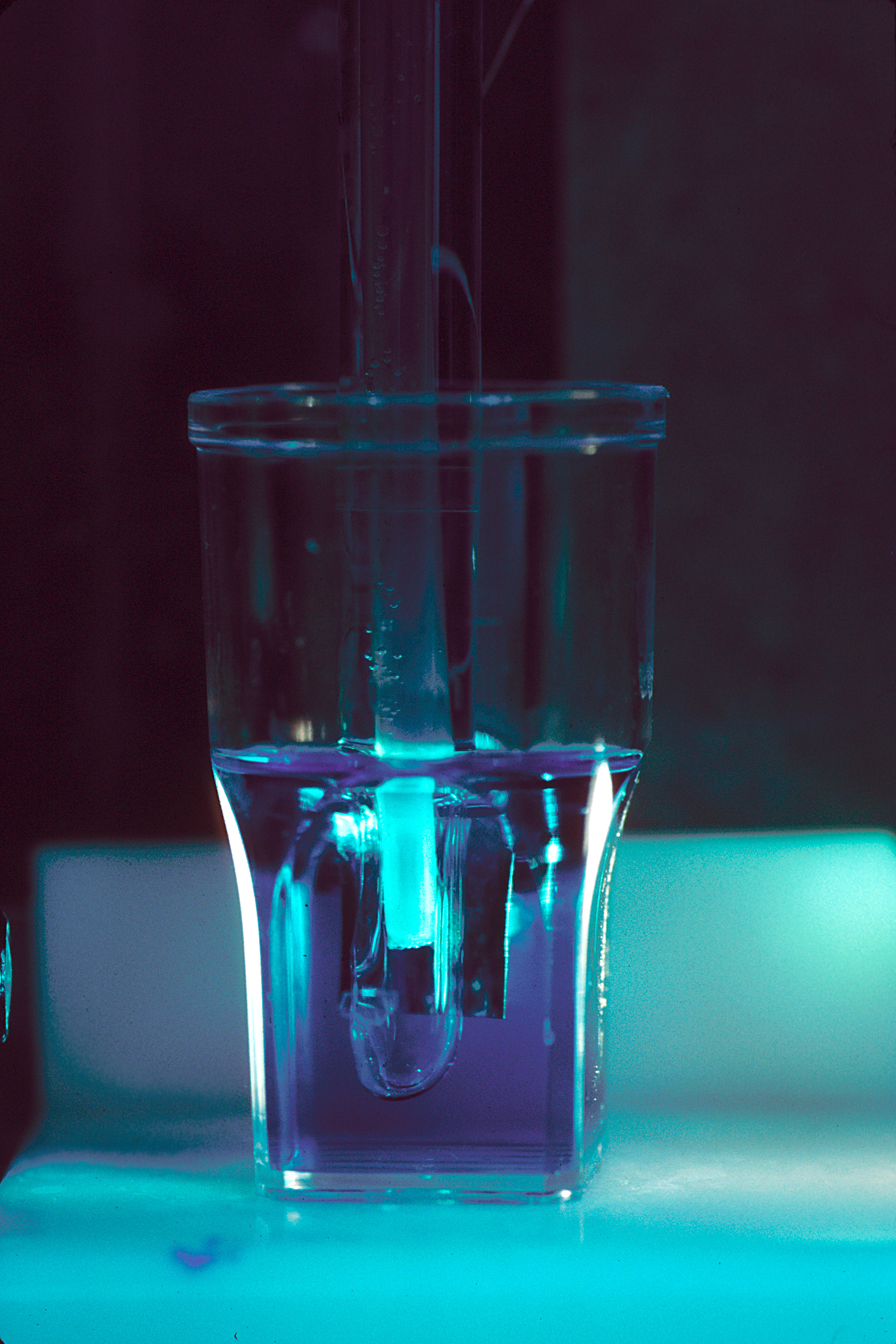
緩衝液中のコールターカウンターの先端、溶液中の細胞を計数する。

### 同時計測
試料の濃度が非常に高い場合は、複数の粒子が同時に細孔に入り、異常な電気的変化のパルスが発生する可能性が上昇する。この現象は同時計測として知られている。これは、単一の大きな電気的変化のパルスが、単一の大きな粒子によるものか、複数の小さな粒子が同時に細孔に入ったことによるものか、を区別する方法がないために起こる。これを防ぐために、試料を適切に希釈する必要がある。

### 粒子経路
発生した電気的変化のパルスの形状は、細孔を通る粒子の経路により変化する。電界密度が細孔の直径に沿って変化するため、パルスの形状に肩が現れたり、他のノイズが発生する可能性がある。この変化は、電場が物理的に狭められていること、および流速が細孔の半径方向位置の関数として変化すること、という２つの事実が起因している。フローセル形式では、シース流により各粒子がフローセルを通ってほぼ同一の経路を確実に通過するので、経路差による測定への影響は最小限に抑えられる。アパチャー方式では、粒子経路の違いから生じる目的パルス以外のノイズを補正するため、信号処理アルゴリズムが使用される。 

### 導電性粒子
導電性の粒子は、コールター原理を検討しようとする研究者にとり、共通の関心事である。導電性粒子の計測にコールター原理が適用できるのか、という点は科学的に興味深い疑問を提起するが、実際には実験の結果に影響を与えることはめったにない。これは、ほとんどの導電性材料とイオン性液体との間の導電性の差（放電電位と呼ばれる）が非常に大きいため、導電性材料ですらコールターカウンターにおいては絶縁体のように作用するためである。なお、この電位障壁を破壊するのに必要な電圧は絶縁破壊電圧と呼ばれる。
非常に導電性の高い材料では計測に問題が生じるので、コールターカウンターによる計測中に使用する電圧を、絶縁破壊電圧よりも下げることによって対応する。なお、絶縁破壊電圧に達しない適切な電圧がどれほどなのかは、装置の使用者が経験的に決めることで充分対応できる。

### 多孔質粒子
電場の乱れは、細孔中に粒子が来たことよって置き換えられた電解質の量に比例するので、コールター原理では物体の体積も測定できる。ただし、多孔質の粒子が来ると、見かけのサイズに比べて、体積は少なく計測される。と言うのも、コールター原理は、3次元で、対象物によって変化した体積を測定するからである。
これは、見かけのサイズなど直接見れば明らかなので、顕微鏡または対象物を2次元と境界線で観察する他の方法の光学測定に慣れている研究者には、いくらか理解しにくいかもしれない。これを理解するためには、スポンジを考えるのが分かりやすい。湿ったスポンジは非常に大きく見えるが、それと同じ寸法の固体より、ずっと少ない液体しか置き換えない。したがって、コールター原理では、多孔質粒子は同サイズの非孔質粒子よりも体積が少なく、計測されるのである。 

### 直流 対 交流
研究室や細胞実験室にあるコールターカウンターで直流がよく使用されている。直流を用いて測定することは、粒子によって引き起こされる電気的変化のパスルを上手く検出するのに有利であり、しかもデータ取得および処理を単純化できる。
しかしながら、細胞膜の特殊な性質のために、交流を用いた測定が、例えば、臨床血液学機器において使用される場合もある。低い周波数（500 kHz以下）の交流は、直流測定と本質的に同じように振舞う。中間の周波数（500 kHz～6 MHz）では、細胞の原形質膜が分極することがあり、静電容量が低下する。しかし、高周波数(6～20 MHz)になると、細胞膜はその分極を失い、電流変化のパルスは細胞質についての情報を提供する。   

## 主な用途

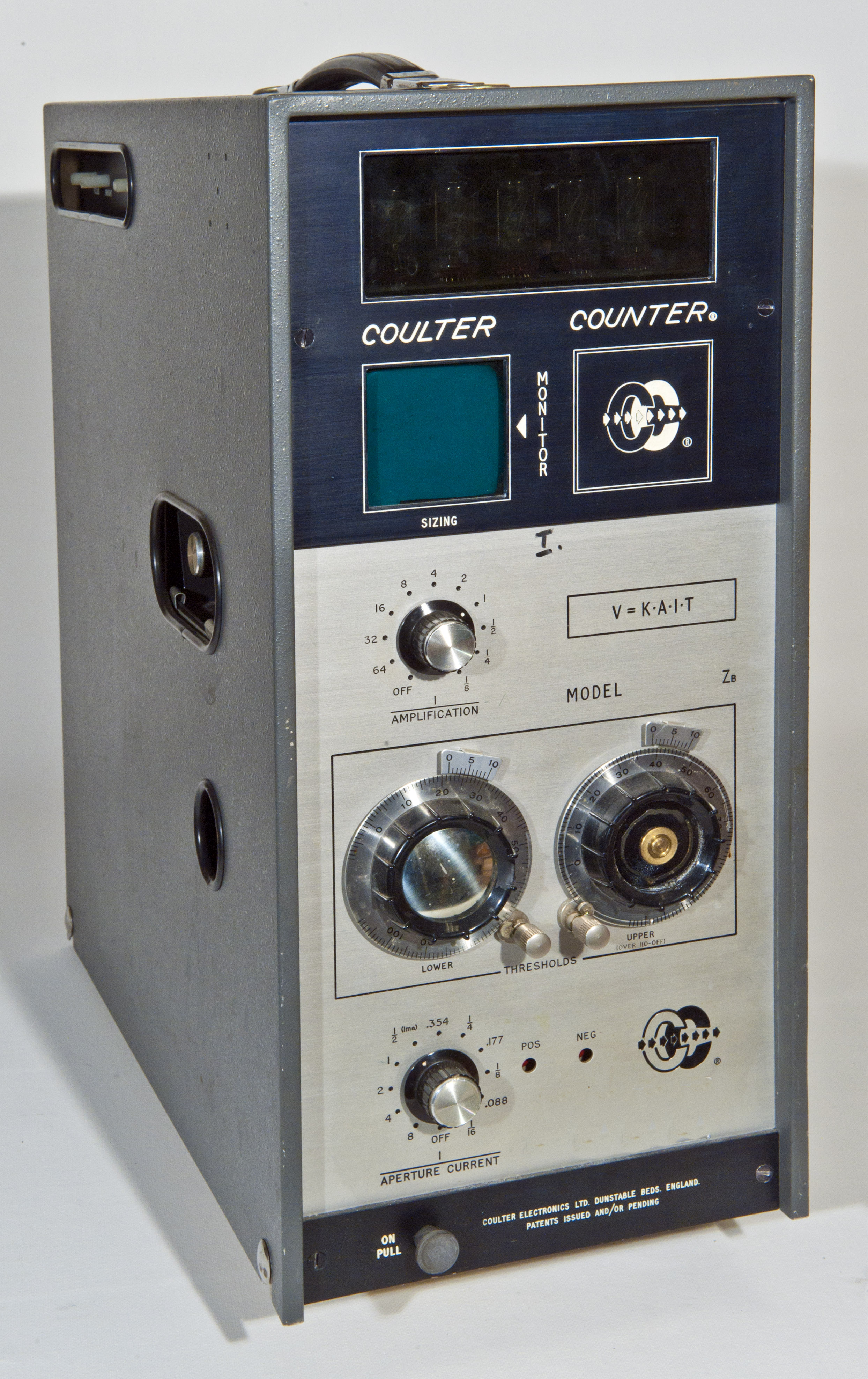
コールターエレクトロニクス社(イングランド)製のコールターカウンター（1960年代）

### 血液学
コールター原理の最も成功した重要な用途は、ヒトの血液細胞の特性評価である。この技術は様々な疾患を診断するために使用されており、赤血球数(RBC)および白血球数(WBC)ならびに他のいくつかの一般的なパラメータを得るための標準的な方法である。蛍光標識や光散乱などの他の技術と組み合わせると、コールター原理は患者の血球の詳細な分析結果を計測するのに役立つ。 

### 細胞数とサイズ
血球の細胞数のカウント(通常、細胞直径6〜10マイクロメートル)に加えて、コールター原理は多種多様な細胞を数えるための最も信頼できる実験方法として確立されている。例えば以下が挙げられる、バクテリア(1マイクロメートル未満)、脂肪細胞(約400マイクロメートル)、植物細胞凝集体(>約1200マイクロメートル)、幹細胞胚様体(約900マイクロメートル)。これらの技術は標準化されており、ASTM規格として発行されている。

### 粒子の特性の調査

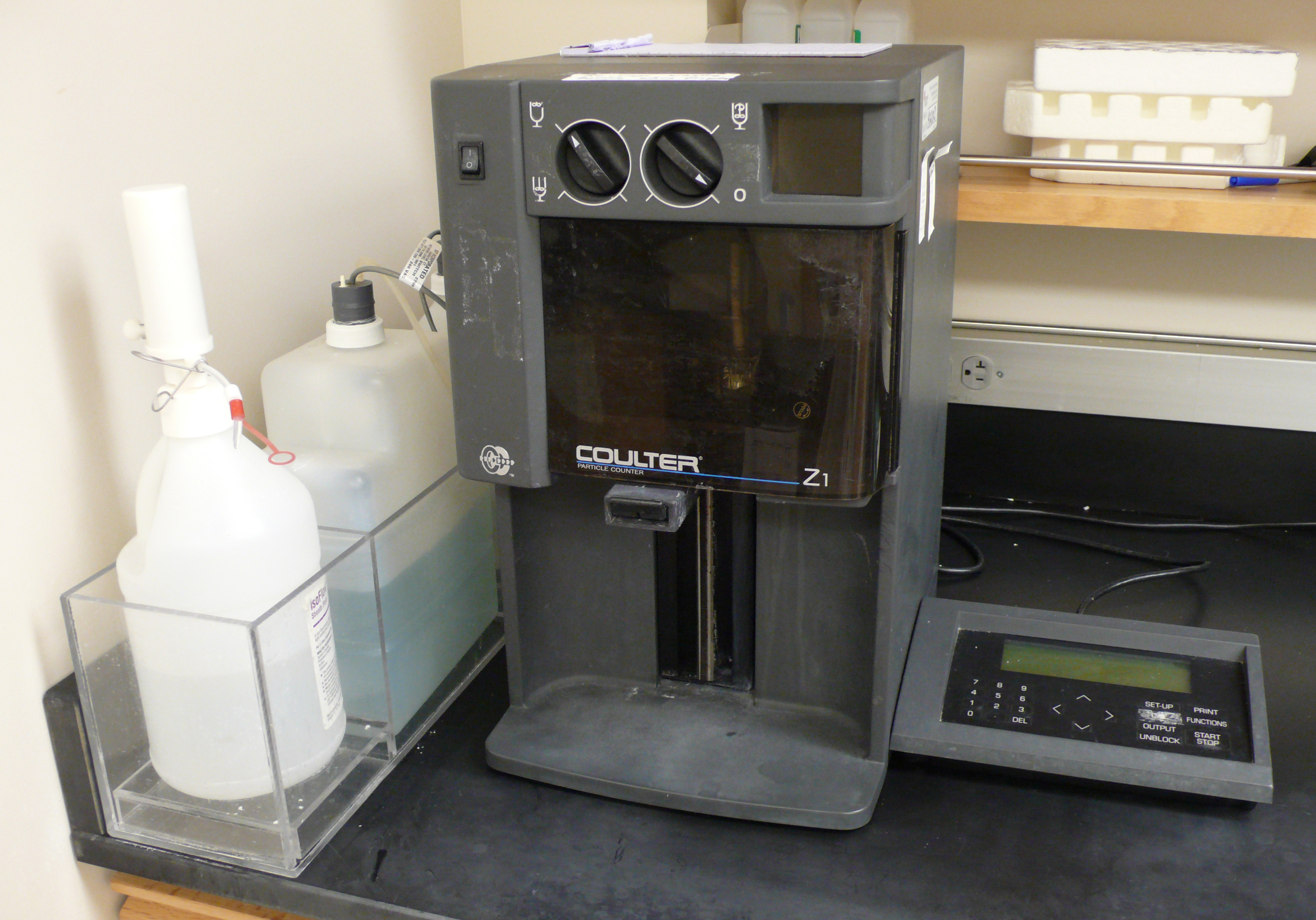
コールターカウンターモデルZK。

コールター原理は細胞研究以外の用途にも有用であることが証明されている。その原理が粒子を個別に測定し、いかなる光学的性質からも独立しており、非常に敏感であり、そして非常に再現性があるという事実は、多種多様な技術分野に適用可能性を広げている。

#### TRPS
コールター原理は、ナノ粒子の特性評価技術を生み出すために、ナノスケールに適用され、これはTRPS'(Tunable Resistive Pulse Sensing。意味、調整可能な抵抗パルス検出。略称TRPS)と呼ばれる。TRPSは(以下に限定されるものではないが)、ドラッグデリバリーのために化学修飾されたナノ粒子、ウイルス様粒子(VLP)、リボソーム、エキソソーム、ポリマーのナノ粒子、マイクロバブルといった、多様なナノ粒子の高精度な分析を可能にする。

#### ASTM規格
ASTM規格には様々なものが作成されている。その多様性を説明するために、コールター原理（「電気的検知帯」と呼ばれる場合もある）を利用したいくつかのASTM規格を以下に列挙する。 
- 試験方法C690-86（1997）「電気感知帯技術によるアルミナまたは石英の粒度分布の標準試験方法」
- 試験方法E1772-95「電気的検知ゾーン法によるクロマトグラフィー媒体の粒度分布の標準試験方法」
- 試験方法F751-83（1997）「広範囲乾式トナーの粒度測定のための標準試験方法」
- 試験方法F577-83（1997）「乾式トナーの粒径測定のための標準試験方法」
- 試験方法D4438-85（1997）「電子計数による触媒材料の粒度分布の標準試験方法」
- 技術D3451-92「ポリマー試験のための標準技術」
- 試験方法F662-86（1992）e1「電気抵抗式粒子計数器を用いたフィルター評価のためのバッチサンプル中の粒子数および粒度分布の測定のための標準試験方法」
- 規格C757-90（1996）「核グレードの二酸化プルトニウム粉末の標準規格、焼結性」

さらに、国際標準化機構(ISO)ガイドライン文書の1つがコールター原理に基づいて作成されている。 
- 国際規格　ISO 13319「粒度分布の測定 - 電気的検知帯法」参照番号ISO 13319:2000(E)First edition 2000-04-01

なお、上記のISO13319をもとに、日本工業規格(JIS)では以下の規格が定められている。
- JIS Z8832:2010「粒子径分布測定方法−電気的検知帯法」